# Catedral de Tlaxcala
La catedral de Tlaxcala es una catedral ubicada en la ciudad de Tlaxcala, México con advocación a Nuestra Señora de la Asunción. Fue conocida como el Templo de San Francisco de Asís, sin embargo, cuando comenzó a levantarse la diócesis se nombró catedral, bajo la jurisdicción la diócesis de Tlaxcala. 
Construida en el siglo XVI entre los años 1530 y 1536 según Diego Muñoz Camargo, el templo es de una sola nave, con techado de madera a dos aguas, y la cubierta es de viguería, adornado por un artesonado de madera de estilo mudéjar, uno de los últimos de su tipo que todavía quedan en el continente americano, la mayoría se encuentran en Quito. La cúpula del templo es de forma octagonal y con un convento como parte de sus terrenos.
Cuenta con una capilla abierta, una capilla posa, y otra anexa al templo. La torre de su campanario se encuentra separada del conjunto arquitectónico. Fue uno de los primeros templos católicos levantado en América y fue un centro de evangelización en la zona. Cuenta con tesoros arquitectónicos y artísticos de importante valor cultural.
El 27 de julio del 2021 la catedral fue nombrada Patrimonio de la Humanidad por la UNESCO bajo el nombre de «Conjunto Conventual Franciscano y Catedralicio de Nuestra Señora de la Asunción» como extensión de los primeros monasterios del siglo XVI en las laderas del Popocatépetl.

## Fundación

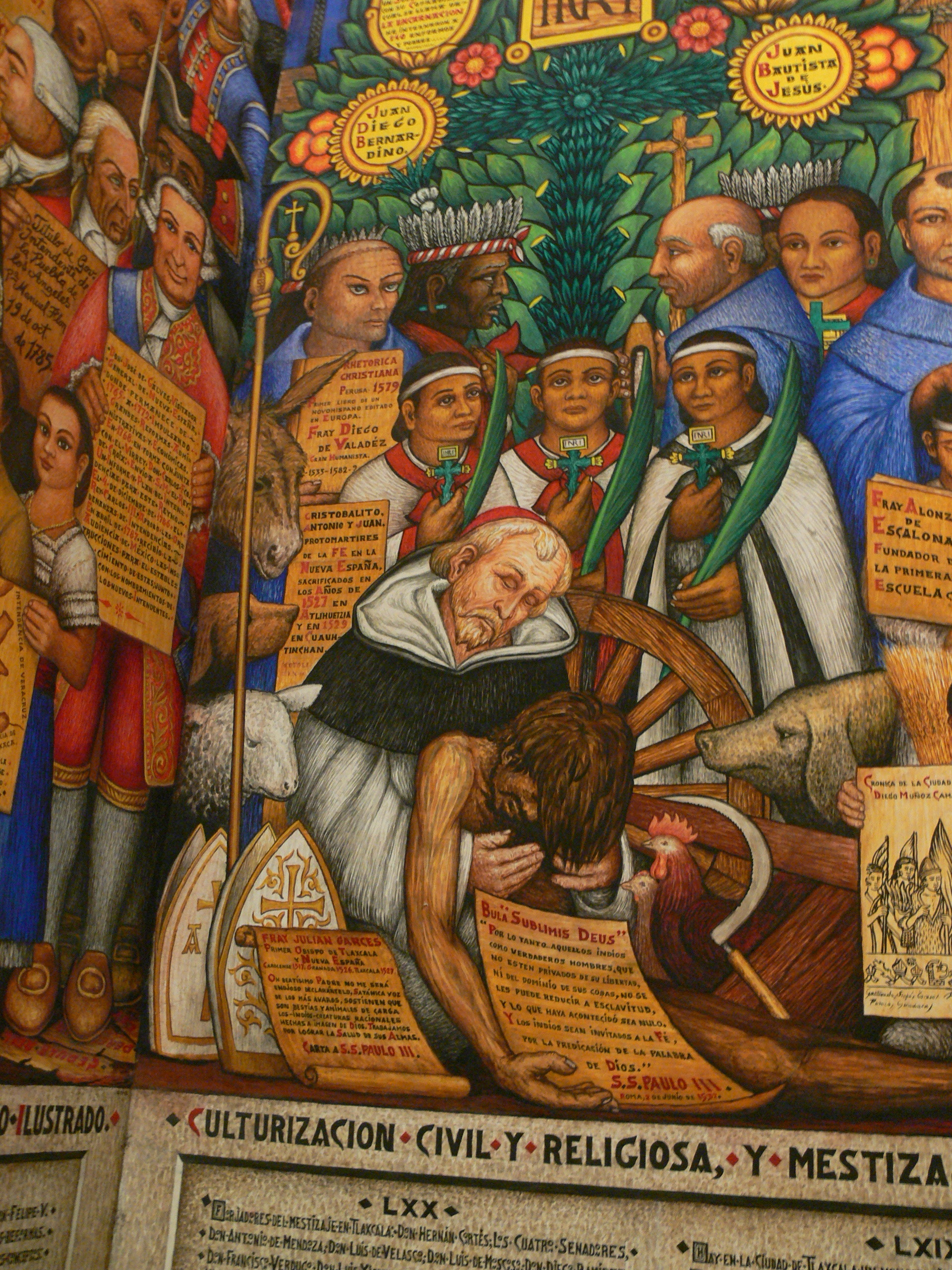
Fray Julián Garcés, primer obispo en la Nueva España, sostiene a un indígena con los Niños Mártires de Tlaxcala detrás de él y otros elementos pintados por Desiderio H. Xochitiotzin en el Palacio de Gobierno de Tlaxcala.

En 1524 los frailes franciscanos llegaron a tierras de Nueva España, a hacer su misión evangelizadora. Los doce primeros franciscanos, con Martín de Valencia a la cabeza, crearon la provincia del Santo Evangelio y escogieron cuatro puntos estratégicos para iniciar su labor, México, Texcoco, Tlaxcala y Huejotzingo, donde fundarían los cuatro primeros conventos de México y en los que se repartieron ellos mismos. García de Cisneros salió designado para Tlaxcala como guardián del monasterio que allí se fundó, acompañado por Martín de la Coruña y Andrés de Córdoba. Llegaron a Ocotelulco a mediados de 1524 y se alojaron en unos salones del palacio del tlatoani Maxixcatzin, los cuales se sabe les fueron facilitados por espacio de tres años, mientras construían su primitivo monasterio. Al respecto, fray Toribio de Benavente, Motolinia, anotó: «tenía este señor grandes casas y muchos aposentos, y aquí en una sala baja tuvieron los frailes menores su iglesia tres años».
Junto a Hernán Cortés llegaron Bartolomé de Olmedo y el clérigo Juan Díaz quien celebró la primera misa en la Nueva España, en tierras de lo que hoy es México, en 1519. Mediante la bula Sacri Apostolatus Ministerio, el Papa León X erigió el obispado llamado “Carolense” en honor de Carlos V y eligió al fraile dominico Julián Garcés como obispo y se ubicaría en la inexistente ciudad de Santa María de los Remedios en la Isla de Yucatán. La realidad es que nunca se estableció ahí, puesto que no había dicho lugar para la erección. Fue el 19 de agosto de 1524 cuando el emperador Carlos V envía una carta al papa Clemente VII en la que solicita se cambie de lugar la sede del obispado, planteando la falta de población en el territorio de Yucatán, además de que no se había establecido ni la sede ni la ciudad.
Hasta hoy no se han encontrado documentos que establezcan las causas y el proceso del por qué se pidió la reubicación del obispado “Carolense” en Tlaxcala, pero se especula la necesidad de fortalecer más la relación de la Corona española con los tlaxcaltecas debido a la alianza para la conquista de Tenochtitlan. El 13 de octubre de 1525 Clemente VII expidió la bula pontificia Devotionis Tuae Probata Sinceritas. Translatio sedis episcopalis in oppidum Tenuxtitilan approbatur ( La probada sinceridad de tu devoción. Se aprueba el traslado a la ciudad de Tenochtitlan), con la cual se trasladó el obispado de Yucatán a Tenochtitlan. En el texto no aparece el nombre de Tlaxcala, sin embargo, este cambio tampoco se hizo efectivo.
El emperador Carlos V, conforme a la facultad concedida a la Corona española para delimitar los obispados, expide la real cédula del 19 de septiembre de 1526, que en su texto señala que la diócesis tendría 100 leguas de largo por 70 de ancho. Julián Garcés llegó a Tlaxcala el 19 de octubre de 1527, tomó posesión del monasterio franciscano y erigió como catedral a la pequeña iglesia de la Asunción.

## El exterior

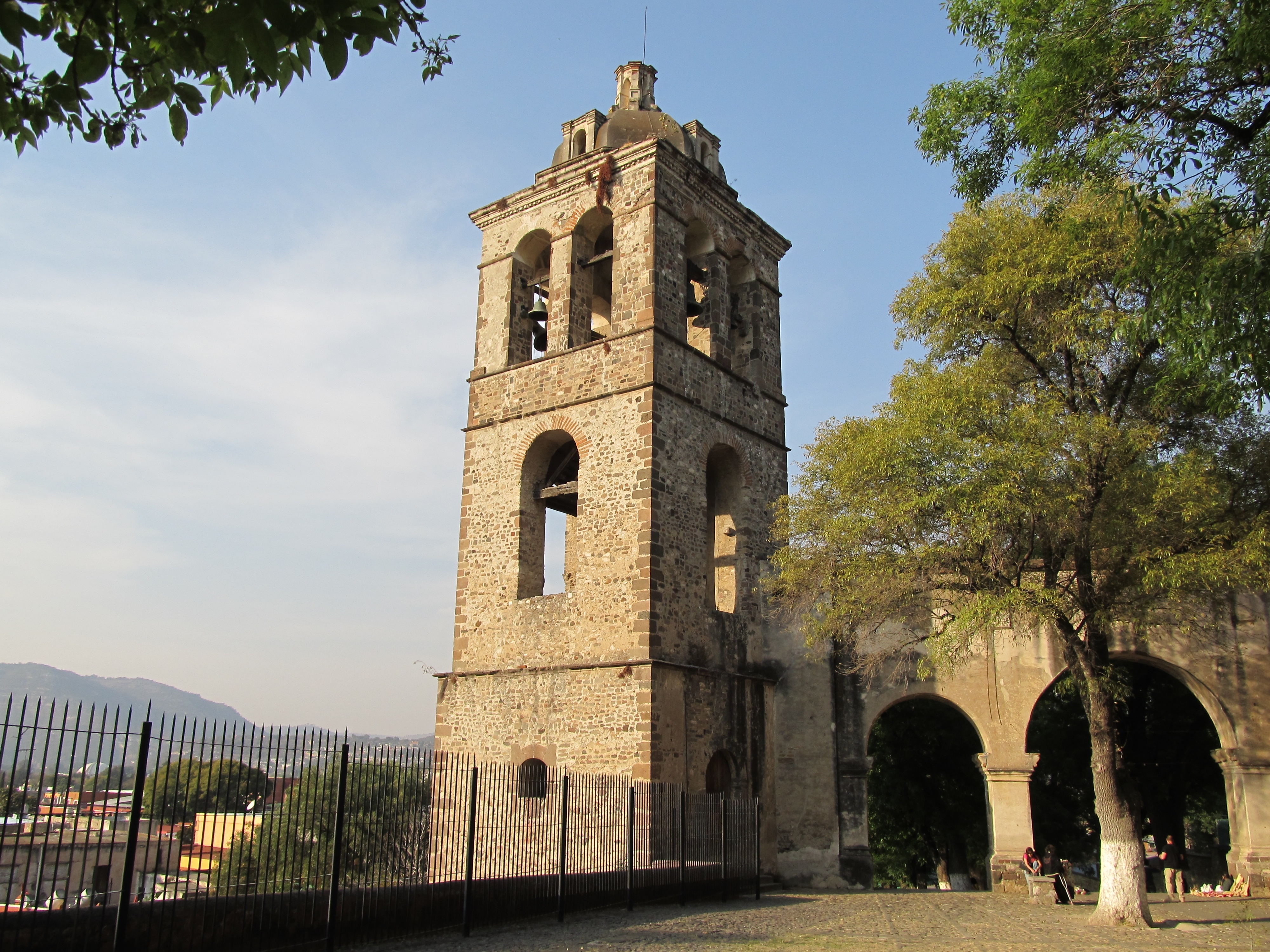
Campanario

Un paso oculto sobre las arcadas de la calzada une al convento con el aislado campanario. Al continuar el recorrido se llega a la portería que se integra de otros tres arcos que dan hacia el poniente. Su aspecto sobrio indica que su construcción se debe a alarifes probablemente indígenas.
El escudo de León y Castilla, que aprisiona entre las zarpas delanteras a un águila, se encuentra frente a los arcos de la portería, y por la inscripción de 1629, deducimos que conmemora el centenario de la construcción de tan magnífica obra. Los amplios salones y corredores sirven hoy al Museo Regional de Tlaxcala.

### Arcada de ingreso
El atrio superior se comunica por medio de tres accesos, el principal por el norte; tiene una rampa que desciende a la ciudad y se conforma por una estructura maciza que hace de pórtico al patio. Esta estructura se halla compuesta por tres arcos de medio punto que están sostenidos por grandes y fuertes pilares de base rectangular. Los pilares van sobre altas bases y fueron ornamentados con medias muestras de fustes acanalados, las que se apoyan en una ménsula y tienen por capitel dos medallones con los monogramas de Cristo y María, unidos por una flor de lis; las impostas de estos pilares se decoraron con pequeñas ménsulas estriadas.
El pórtico tiene una característica poco común, que revela dos diferentes épocas constructivas. Una mitad tiene sillares de piedra, mientras que la otra mitad cara sur está construida con ladrillos. Un excepcional pasaje oculto que comunica al convento con la torre va sobre esos tres arcos. Cierto tipo de pasadizos fueron frecuentes en las edificaciones conventuales. La entrada atrial fue un elemento arquitectónico que se edificó en todos los conventos del siglo xvi y generalmente fue un recurso ornamental importante, ya que era la puerta de ingreso al conjunto conventual, misma que estaba ligada a la barda perimetral del atrio. Ambas marcaban los límites del espacio arquitectónico del convento.

### Torre
Sobre la torre del convento, otro de los elementos atípicos que posee el monumento tlaxcalteca, no había datos precisos o evidencias de su existencia en el siglo XVI. La crónica de Muñoz Camargo, confirma una vez más un dato que permanecía oscuro de esta obra arquitectónica. El mencionado dibujo muestra ya la torre en pie. La torre es una fuerte estructura de mampostería de piedras irregulares, de gran sencillez y carente de elementos DECORATIVOS, con una planta de 8.6 x 9 m y una altura de 29 m; además de 6.50 m del cupulín con su linternilla. Se encuentra totalmente separada del conjunto iglesia-convento, salvo por los arcos y el pasadizo descritos.
hoy lo que llama la atención de la torre campanario, es que lo comparten, entre la Catedral y la Plaza de Toros, al encontrarse el cuerpo del mismo separado de la catedral. Su construcción llama la atención por su arquitectura, muy hispánica, generalmente no se puede entrar pero si apreciarse su construcción.

### Fachada principal
La fachada de la iglesia es austera y sencilla como se acostumbraban las edificaciones franciscanas; el material es cantera de forma rectangular. El acceso consiste en un arco de medio punto, sostenido por pilastras y un alfíz enmarcado por un cordón franciscano. En la parte superior se ve la ventana del coro, alargada y flanqueada por columnillas estriadas de reminiscencia gótica; sobre ésta se observan dos parejas de baquetones y un remate a manera de una cubierta de teja, color rojo y dos gárgolas a sus extremos. Dos gruesas pilastras a modo de jambas soportan el arco de ingreso y el alfíz que lo encuadra.

### Atrios

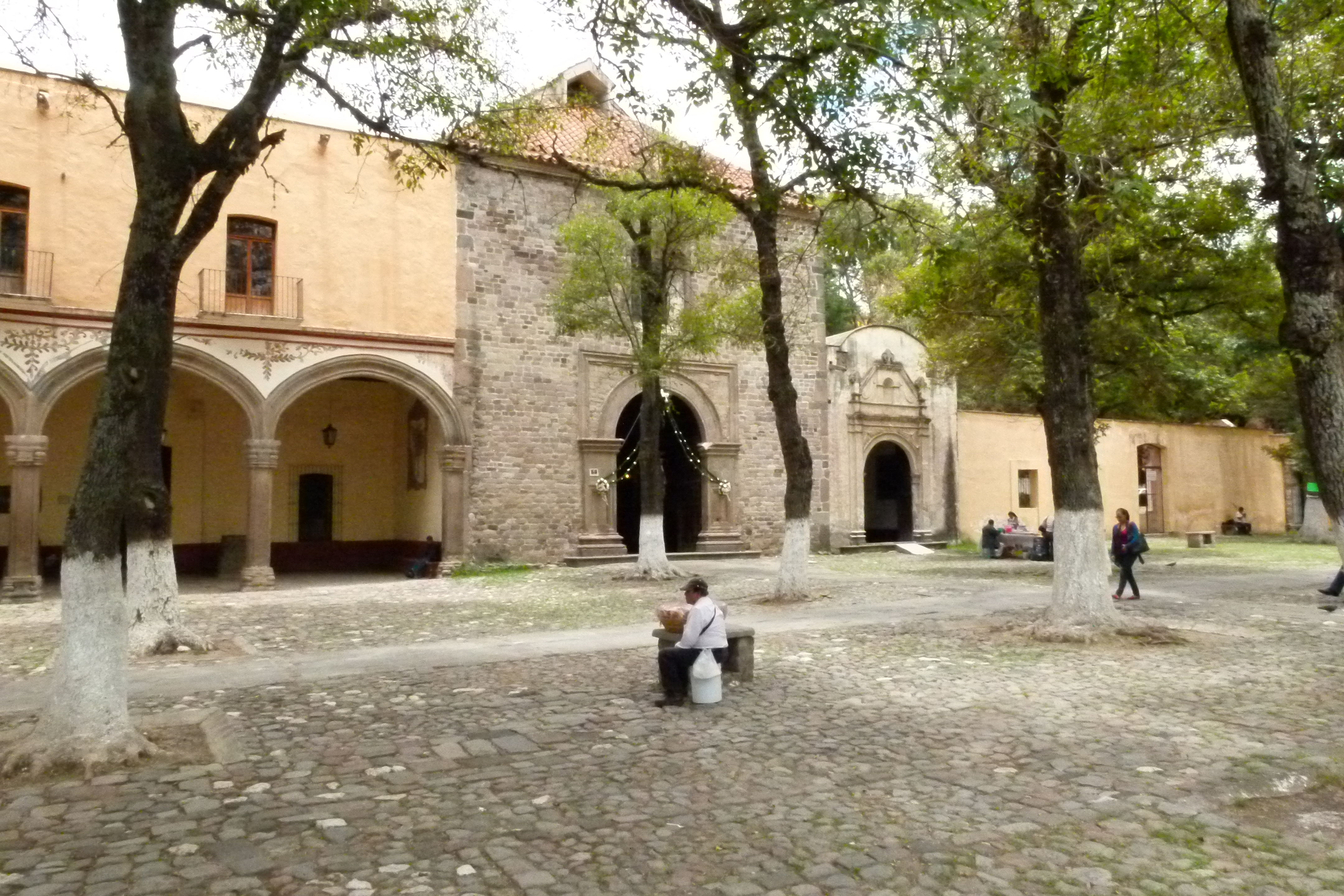
Atrio y fachada de la iglesia

En la actualidad, el convento franciscano de Tlaxcala no tiene un atrio amplio y de dimensiones regulares como suelen tenerlo los conventos novohispanos del siglo XVI. Es una superficie relativamente reducida, que se extiende al poniente de la iglesia y el monasterio. El atrio tiene forma trapezoidal, con dos lados mayores de 121 y 131 metros, de norte a sur, y dos menores de 21 y 42 m, de oriente a poniente, por lo que resulta un atrio alargado. En época primitiva, el atrio fue mayor y por lo tanto tuvo otro aspecto, al formar parte de él los terrenos que se extienden al sur del templo, incluyendo el espacio ocupado hoy por las capillas laterales, las cuales son edificaciones posteriores. Un segundo atrio fue creado tempranamente en el siglo XVI, quizá para contar con un terreno más cómodo y de mayores dimensiones para la gran concentración de indígenas catequizados. Nos encontramos así con el primer punto atípico de este convento: la existencia de dos atrios. El nuevo atrio se extendía al poniente del monasterio, Pruebas de la existencia de este segundo atrio son, primero, la propia capilla abierta, erigida en la ladera del montículo y orientada hacia la parte baja que se extendía al poniente y, segundo, las noticias que de él registran los cronistas franciscanos.
Ambos atrios fueron creados, al igual que tantos en el siglo XVI, para esa función tan específica y primordial del momento de la conquista espiritual: la reunión y la evangelización de las masas indígenas, que en Tlaxcala se llevó a cabo con éxito, ya que el mismo Hernán Cortés, a su paso por allí, dejó la base de la catequización al haber bautizado entonces a los cuatro caciques tlaxcaltecas. Los atrios fueron el lugar esencial de ese trabajo: allí los frailes adoctrinaban, impartían sacramentos, enterraban difuntos, enseñaban a leer y escribir, montaban obras teatrales, realizaban procesiones y decían misa.
Este atrio bajo debe haber ido desapareciendo a partir del momento en que la capilla abierta baja dejó de utilizarse, como ocurrió en general con todas las capillas abiertas novohispanas, que cayeron en desuso y se volvieron obsoletas a fines del siglo xvi, cuando se alteraron las circunstancias que hacían posible su razón de existir. Paulatinamente se fue perdiendo todo rastro de él, con las construcciones que invadieron los alrededores del convento.

## El interior

Interior de la catedral a inicios del

El techo del templo, de madera de cedro, también de artesonado con tirantes revestidos de lazos, es el ejemplo más representativo del país en cuanto a este tipo de techos se refiere, del que Angulo Iñiguez ha expresado: " El alfarje más rico al parecer es el de San Francisco de Tlaxcala. El artesonado de la nave presenta faldones lisos, mientras que el del harneruelo se encuentra cubierto de lacerías, con estrellas de a ocho en la labor ataujerada". Los tirantes se revisten también de lazos, en tanto que la decoración del arrocaba, y de los canes es ya de tipo clásico. La talla se atribuye al carpintero sevillano López de Arana, quien la ejecutó en el siglo XVIII, bajo el mecenazgo de don Diego de Tapia, quien también mandó edificar la hermosa capilla del Tercera Orden, que conserva bellos muebles tallados en madera, así como la pila de cuyas aguas se dispuso para bautizar a los cuatro senadores de Tlaxcala, además del primer púlpito de América.

### Altar principal
El retablo principal de la Catedral está dedicado a la Virgen de la Asunción y se erigió en el siglo XVII. Entre sus once lienzos destaca el superior central que muestra el bautizo de los cuatro Señores de Tlaxcallán.

### Capillas
- La primera capilla está dedicada al Cristo de Centli o de Cortés y tiene una escultura de pasta de maíz hecha en el siglo XVI.
- La segunda capilla data de 1664 y está dedicada a la Virgen de Guadalupe; en ella destaca un retablo de columnas salomónicas y su reja, que es un magnífico tallado de medallones inspirado en la rejería española del renacimiento.
- La tercera capilla tiene un órgano del siglo XIX, regalo de las Carmelitas Descalzas de Santa Teresa a este Convento.
- La cuarta capilla llamada de la Tercera Orden es el actual sagrario; ahí se observa, el primer púlpito de la Nueva España que tiene escrito AQUÍ TUVO PRINCIPIO EL SANTO EVANGELIO DE ESTE NUEVO MUNDO, y un retablo con la imagen de San Francisco de Asís sosteniendo tres mundos, realizada en las Filipinas en el siglo XVIII y que es considerado entre los mejores del barroco salomónico.
- En el extremo izquierdo hay una capilla dedicada a San Antonio de Padua, con un retablo de estilo barroco y pinturas alegóricas a la vida y milagros del santo.

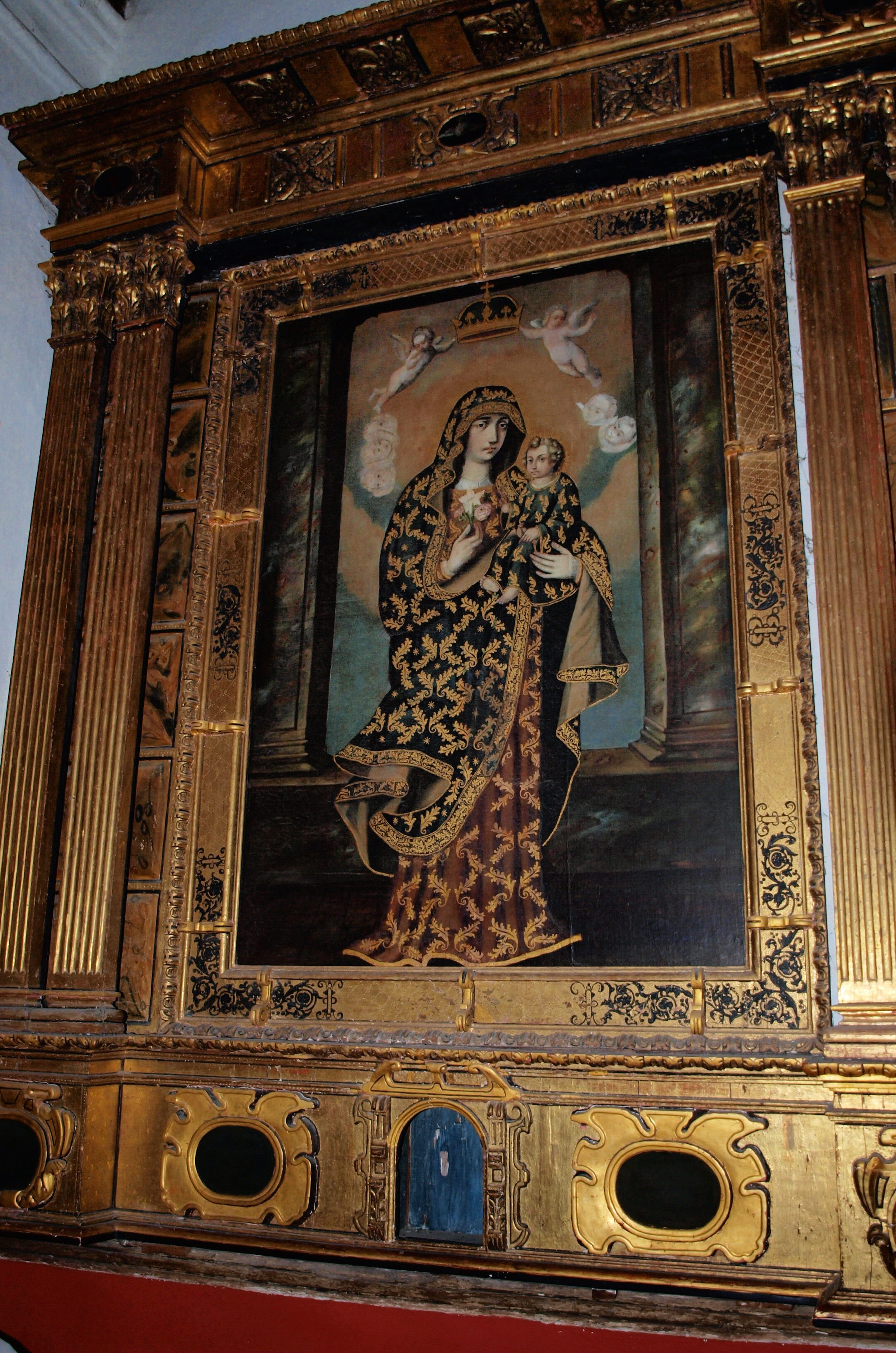
Altar de la Virgen de la Antigua. Interior de la Catedral de Tlaxcala.

### El Sagrario
En el sagrario, revestido de hermosos retablos barrocos y notables pinturas al óleo. El retablo principal con la imagen de San Francisco de Asís sosteniendo tres mundos, realizada en las Filipinas en el siglo XVIII y que es considerado entre los mejores del barroco salomónico.  se encuentra una pila bautismal de cantera en la cual, dice una placa al frente de ella, fue donde se bautizaron los gobernantes de los cuatro señoríos de la antigua nación de Tlaxcallan, en presencia de Hernán Cortés y Pedro de Alvarado.Para ser precisos es el Pbro. Juan Díaz quien en 1520 bautizo a los 4 principales de Tlaxcala; Xicotencatl quien recibió el nombre de Vicente, Maxixcatzin el de Lorenzo, Zitlapopocatzin el de Bartólome y Tlahuexolotzin el de Gonzalo.
Además, hay un púlpito de madera con una inscripción que refiere que en ese lugar fue donde dio inicio la evangelización en Nueva España.

## La capillas

### Capilla abierta
Conocida como la Capilla del Rosario. Catalogada como El Humilladero, fue inaugurada en la pascua de 1539. Protegida por una verja, sirviéndole de marco tres arcos apoyados en columnas de estilo toscano. Su interior es de forma semiexagonal, con una puerta al centro y dos ventanas adinteladas que permiten ver sus primitivos arcos. Corona su fachada una saliente cornisa sostenida por macizos y moldurados zapatones de piedra, que le comunican un cierto aire de construcción feudal. Por el oriente su puerta principal de las tres que tiene, descubre signos de gran antigüedad, sobre todo el alero que la detiene sostenido por zapatas. Al parecer estuvo decorada por hermosos frescos, hoy desaparecidos.

### Capilla posa
Se localiza en el atrio superior al extremo sur poniente, del exconvento de San Francisco. De planta cuadrada, con dos arcos de ingreso, cuyos aleros se ven sostenidos por gruesas zapatas, por dentro, la rosca del arco descansa sobre las jambas en forma de pilastra; en las enjuntas que ven hacia el oriente se encuentran dos lápidas que representan la estigmatización de San Francisco y de Santo Domingo de Guzmán. En las que se orienta hacia el poniente, otras dos lápidas representan el escudo de las cinco llagas.

## Antiguo convento franciscano
El conjunto arquitectónico se ve desde las goteras de la ciudad, pues como ha señalado con acertada expresión Miguel Nicolás Lira: "Cuando el viajero llega a Tlaxcala por la ruta de San Martín Texmelucan, al penetrar por la loma poniente, puede advertir la enhiesta torre aislada, alta, de base cuadrangular, coronada por la bóveda hemisférica, cuya potente y privilegiada voz de su gran campana envuelve en ondas de grave sonido a toda la ciudad".
El ahora antiguo convento, que es de una arquitectura muy sencilla como las primeras construcciones de la orden franciscana, se erigió y puso bajo la advocación de San Francisco de Asís para albergar a los frailes que se encargarían de llevar a cabo la evangelización de los pobladores indígenas de la región, mientras continuaban la travesía que harían a la capital del imperio de México-Tenochtitlán.
Actualmente el claustro aloja al Museo Regional de Tlaxcala, instalado desde 1985 en el Ex Convento Franciscano de Nuestra Señora de la Asunción, cuya construcción inició alrededor de 1530 por manos indígenas, y el templo está dedicado al culto, que es actualmente la Catedral. Conserva además una bella capilla abierta, un llamativo campanario aislado del templo, y una arcada que da acceso al atrio, características muy particulares de éste convento, que es una de las primeras construcciones religiosas erigidas en México.

## Museo Regional de Tlaxcala
Este importante recinto cultural se encuentra ubicado en lo que fuera el claustro del convento de San Francisco. El acervo del museo está dividido en cinco salas de exposición: la primera, corresponde a la época prehispánica y nos muestra tanto el medio físico que caracteriza a la región tlaxcalteca como sus primeros pobladores, sobresaliendo algunos monolitos labrados, urnas policromadas, objetos de obsidiana, utensilios zoomorfos y figuras de diversos dioses; la segunda sala describe los principales sucesos ocurridos en la entidad durante la conquista, incluyendo la llegada de Cortés en 1519 y la resistencia de las tribus tlaxcaltecas. La siguiente se localiza en el claustro alto y exhibe, esculturas y pinturas correspondientes a la época colonial, resaltando algunas pinturas de carácter religioso, como las escenas de la vida de San Francisco, así como algunas esculturas de frailes.

## Cambio de la diócesis
En el periodo del obispado de Julián Garcés la ciudad de Puebla se desarrolló más rápido que la de Tlaxcala, por ello varios canónigos se instalaron en Puebla y solicitaron la reubicación de la sede episcopal en ese lugar. El Obispo Garcés no aceptó el cambio, después de 15 años de gobierno infatigable, fray Julián murió en 1542. Sus restos se encuentran en la catedral de Puebla.
El cambio de la sede de Tlaxcala a Puebla se concedió en 1541, pero fue hasta 1543, un año después de la muerte de Fray Julián Garcés cuando se hizo efectivo. Aunque la diócesis siguió llamándose Diócesis Tlaxcalensis por varios siglos, fue en 1903 cuando se convirtió en la arquidiócesis de Puebla de los Ángeles, desapareciendo el nombre de Tlaxcala como diócesis durante 56 años.
Fue hasta 1959 cuando el Papa Juan XXIII reinstauró la moderna Diócesis de Tlaxcala, la cual coincide con los límites del territorio del estado.